# 120452 Schombert
120452 Schombert este o planetă minoră (asteroid), cu un diametru de 5,023 km, din centura de asteroizi. A fost descoperită pe 6 iulie 1988 la Observatorul Palomar de Alain Maury⁠(d). 
Obiectul prezintă o orbită caracterizată de o semiaxă mare de 2,7632616435938 UAi, o excentricitate de 0,38214469291034, o înclinație de 30,241977164701 ° în raport cu ecliptica.